# Conseil européen du risque systémique
Le Comité européen du risque systémique selon sa terminologie en français ou CERS (en anglais European Systemic Risk Board, ESRB) a été créé le 16 décembre 2010 en réponse à la crise financière mondiale débutant en 2007. L'organisme est chargé de la surveillance macroprudentielle du système financier au sein de l'Union européenne en vue de contribuer à la prévention ou l'atténuation de risque systémique concernant la stabilité financière dans l'UE. L'organisme contribue au bon fonctionnement du marché intérieur et assure ainsi une contribution durable du secteur financier à la croissance économique.
Le CERS est un organisme indépendant de l'UE et fait partie du Système européen de supervision financière (SESF), dont le but est d'assurer la surveillance du système financier de l'UE. Le CERS est hébergé et soutenu par la Banque centrale européenne. Il comprend des représentants de la BCE, des banques centrales nationales, les autorités de contrôle des États membres de l'UE et la Commission européenne.

## Vue d'ensemble
Le fonctionnement du conseil d'administration a été confié à la Banque centrale européenne. Jean-Claude Trichet en fut le premier président désigné, suivi par Mario Draghi. Actuellement, le président est Christine Lagarde, le premier vice-président Stefan Ingves (ancien président du Comité de Bâle) et le second vice-président José Manuel Campa (es) (président de l'Autorité bancaire européenne).
Afin de tirer parti des structures existantes et compatibles, et de minimiser tout retard de ses opérations, la BCE fournit au CERS un soutien analytique, statistique, administratif et logistique, et des conseils techniques sont également fournis par les banques centrales nationales, les superviseurs et un comité scientifique indépendant.